# Karl Siemsen
Karl Friedrich Ernst Siemsen (* 2. November 1887 im Dorf Mark, heute Hamm; † 2. Januar 1968 in Düsseldorf) war ein deutscher Jurist und Politiker (SPD).

## Leben und Beruf
Im Jahr 1887 im Dorf Mark bei Hamm in Westfalen geboren, wuchs Karl Siemsen in einer protestantischen Pfarrersfamilie auf mit den Geschwistern Paula (1880–1965; seit 1911 verheiratet mit dem Mediziner und Autor Karl Eskuchen), Anna (1882–1951; Pädagogin, Politikerin, Autorin), August (1884–1958; Pädagoge, Politiker, Journalist, Publizist) und Hans (1891–1969; Journalist, Schriftsteller). Nach dem Abitur am humanistischen Gymnasium studierte er Rechtswissenschaften an den Universitäten Tübingen, München und Göttingen. In Tübingen schloss er sich der Landsmannschaft Schottland an. Er legte 1914 die erste juristische Staatsprüfung ab, musste dann aber sein Studium unterbrechen und nahm anschließend als Soldat am Ersten Weltkrieg teil. 1917 geriet er als Kompaniechef in englische Gefangenschaft.
Nachdem Siemsen aus der Kriegsgefangenschaft entlassen worden war, kehrte er nach Deutschland zurück. Dort setzte er sein Studium fort und ließ sich nach der zweiten juristischen Staatsprüfung 1920 als Rechtsanwalt in Düsseldorf nieder.

## Partei
Siemsen war von 1922 bis zu ihrem Verbot 1933 Mitglied der SPD. Nach dem Zweiten Weltkrieg beteiligte er sich an der Neugründung der Partei.

## Abgeordneter
Siemsen gehörte von 1950 bis 1962 dem nordrhein-westfälischen Landtag an.

## Öffentliche Ämter
Siemsen amtierte von Februar 1956 bis Juli 1958 als Minister für Bundesangelegenheiten in der von Ministerpräsident Fritz Steinhoff geführten Landesregierung von Nordrhein-Westfalen. Während seiner Amtszeit beteiligte er sich vor allem am Aufbau des Westdeutschen Rundfunks (WDR).